# Sönner-Åssjön
Sönner-Åssjön är en sjö i Åre kommun i Jämtland och ingår i Indalsälvens huvudavrinningsområde. Sjön har en area på 0,227 kvadratkilometer och ligger 321,2 meter över havet. Sjön avvattnas av vattendraget Mörtån.

## Delavrinningsområde
Sönner-Åssjön ingår i det delavrinningsområde (702453-140026) som SMHI kallar för Utloppet av Sönner-Åssjön. Medelhöjden är 332 meter över havet och ytan är 1,58 kvadratkilometer. Räknas de 3 avrinningsområdena uppströms in blir den ackumulerade arean 35,07 kvadratkilometer. Mörtån som avvattnar avrinningsområdet har biflödesordning 2, vilket innebär att vattnet flödar genom totalt 2 vattendrag innan det når havet efter 271 kilometer. Avrinningsområdet består mestadels av skog (63 procent). Avrinningsområdet har 0,23 kvadratkilometer vattenytor vilket ger det en sjöprocent på 14,4 procent.